# Цимбалістий Михайло Васильович
Миха́йло Васи́льович Цимбалі́стий (29 липня 1985, с. Увисла, нині Україна — 14 вересня 2019, с. Павлопіль, Україна) — український військовик, майор Збройних сил України, учасник російсько-української війни.

## Життєпис
Михайло Цимбалістий народився 29 липня 1985 року у селі Увислі, нині Хоростківської громади Чортківського району Тернопільської области України; у родині військових (батько — підполковник запасу, брат — підполковник ЗСУ).
Навчався у Тернопільській загальноосвітній школі № 29 (2002), Національній академії сухопутних військ (2010).
Військову службу проходив на офіцерських посадах у військових частинах Головного управління розвідки Міністерства оборони України. Брав участь у боях за визволення міста Слов'янська, у боях під Іловайськом, обороняв Донецький аеропорт.
Поранений снайпером 13 вересня 2019 року в зоні ООС. Загинув 14 вересня 2019 року. Похорон відбувся 16 вересня 2019 року в м. Тернополі. Поховали на Алеї Героїв Микулинецького цвинтаря.

### Пам'ять
1 серпня 2021 року в родинному селі військовика відкрили пам'ятник Михайлові Цимбалістому.
27 листопада 2020 року на сесії Тернопільської міської ради підтримано ініціативу депутатки Христини Феціци щодо присвоєння одній з вулиць міста Тернополя ім'я підполковника Михайла Цимбалістого та встановлення на фасаді будівлі Тернопільської спеціалізованої школи № 29 меморіальної дошки Михайлові Цимбалістому.
Наказом Міністерства оборони України від 30 жовтня 2019 року № 98 майору Михайлу Цимбалістому присвоєно звання «підполковник» (посмертно).

## Нагороди
- орден «За мужність» ІІІ та II (2019)[3] ступеня;
- почесний громадянин Тернопільської області (2023, посмертно)[4];
- Почесний громадянин міста Тернополя (2020)[5];
- відзнака Президента України «За участь в антитерористичній операції»;
- медаль «10 років сумлінної служби» Міноборони України;
- нагрудний знак «Учасник АТО»;
- медаль «20 років воєнній розвідці України», «За відданість воєнній розвідці» ІІІ ст., «За мужність при виконанні спецзавдань»;
- відзнака «Зірка Слави» (посмертно).